# 데이비드 설리번
데이비드 설리번(David Sullivan, 1949년 2월 1일 ~ )은 영국의 기업인이자 성인 잡지 사업가로, 데이비드 골드, CB 홀딩과 함께 잉글랜드 프리미어리그의 버밍엄 시티 FC의 옛 구단주이자 웨스트 햄 유나이티드 FC의 공동 구단주이며 재산은 《선데이 타임스》 발표 5억 파운드로 영국에서 68위이다.

## 일생과 경력
웨일스 카디프 출생으로, 런던 대학과 퀸 메리 대학 경제학과를 졸업 후 주 30파운드를 받고 주유소에서 일했다가 21주간 성인 잡지에 사진을 게재하며 1주에 700 ~ 800 파운드의 수입을 벌며 성인 잡지 시장에 진출하였다.
1970년대 성인 잡지 시장의 절반을 통제했는데 최근에는 경마 사업에도 진출하였고, 1993년 프리미어리그의 버밍엄 시티 FC를 인수했다가 2009년 매각하고 2010년 1월 데이비드 골드, CB 홀딩과 함께 미국의 스포츠 재벌 클라크 헌트로부터 웨스트 햄 유나이티드 FC의 지분 30%를 인수하였다.

## 같이 보기
- 버밍엄 시티 FC
- 웨스트 햄 유나이티드 FC